# چاله‌زمین
چاله زمین، روستایی است از توابع بخش مرکزی شهرستان قائم‌شهر در استان مازندران ایران.

## جمعیت
این روستا در علی‌آباد قرار داشته و براساس آخرین سرشماری مرکز آمار ایران که در سال ۱۳۸۵ صورت گرفته، جمعیت آن ۲۹نفر (۱۱خانوار) بوده‌است.

## دربارهٔ روستا
روستایی در شهرستان قائم‌شهر یکی از مناطقی است که بهاییان ایران برای سکونت انتخاب کرده‌اند،
گفته می‌شود که این روستا بعد از انقلاب ایران و تشکیل حکومت اسلامی تحت فشارهای شدیدی قرار گرفته است و اکثر جوانهای آن مجبور به مهاجرت به کشورهای غربی شده‌اند.
ظاهراً از نظر مردم یکی از روستاهای اطراف به نام ساروکلا و حتی شورای اسلامی روستا در اوایل انقلاب برخوردهایی که حکومت و برخی متعصبین مذهبی منصفانه نبوده است و
ساکنین چاله زمین با کمک اهالی ساروکلا توانستند از کوپنهای دولتی در شرایط سخت دوران جنگ ایران و عراق استفاده کنند.
همچنین بسیاری از جوانهای بهایی چاله زمین زمان تعقیب بهاییان به روستای ساروکلا پناهنده شدند

## مناطق تاریخی
قبرستان زیبا و تاریخی که متأسفانه در سالهای اخیر (۱۳۸۶-۱۳۸۷) مورد تخریب قرار گرفته است.